# هیل باگز
توماس هیل باگز سنیور (.Thomas Hale Boggs Sr)‏ (۱۵ فوریه ۱۹۱۴- در ۱۶ اکتبر ۱۹۷۲ ناپدید شد)، سیاستمدار دموکرات آمریکایی و عضو مجلس نمایندگان ایالات متحده از نیو اورلئان ایالت لوئیزیانا بود. وی رهبر اکثریت مجلس و عضو کمیسیون وارن بود.

## اوایل زندگی و آموزش
باگز پسر کلیر جوسفین (هلی) و ویلیام رابرتسون «ویل» باگز، در شهر لانگ بیچ در شهرستان هاریسون متولد شد. باگز در دانشگاه تولین تحصیل کرد و در سال ۱۹۳۴ مدرک کارشناسی روزنامه‌نگاری و در سال ۱۹۳۷ مدرک کارشناسی حقوق را از این دانشگاه بدست آورد. او نخست در نیو اورلئان به وکالت پرداخت اما به زودی به رهبر جنبش برای شکست قدرت سازمان حزبی هوی پیرس لانگ جونیور سناتور ایالات متحده که در سال ۱۹۳۵ ترور شد، تبدیل شد. لانگ قبلاً قدرت سیاست‌مداران نیو اورلئان را در سال ۱۹۲۹ از هم پاشیده بود.

## حرفه

### مجلس نمایندگان ایالات متحده
باگز دموکرات که به‌عنوان کاندیدای ضد لانگ وارد رقابت‌های انتخاباتی می‌شد، به عضویت مجلس نمایندگان ایالات متحده برای حوزهٔ انتخابیهٔ دوم انتخاب شد و از سال ۱۹۴۱ تا سال ۱۹۴۳ در این مجلس خدمت کرد. در موقع انتخاب به عضویت مجلس ۲۷ ساله و جوانترین عضو کنگره بود.
انتخاب آغازین وی بدون جدال نبود؛ پنج متحد سیاسی وی که به عنوان کمیسرهای انتخاباتی ناحیهٔ اورلئان کار می‌کردند، به تغیر ۹۷ رای رقبای دموکرات باگز در دور مقدماتی، به آرای باگز محکوم شدند. پرونده ایالات متحده بر علیه کلاسیک به دادگاه عالی رجوع کرد که در آنجا به دولت فدرال اختیار تنظیم انتخابات‌های مقدماتی محلی را ایجاد و رویه قضائی کلیدی برای تصمیمات بعدی در مورد حقوق مدنی بوجود آورد.
باگز پس از این‌که در تلاش برای انتخاب مجدد در سال به شکست مواجه شد، به‌عنوان پرچم‌دار به نیروی دریایی ایالات متحده پیوست. وی در باقی سال‌های جنگ دوم جهانی در نیروهای دریای خدمت کرد.

### تلاش برای فرمانداری
باگز پس از جنگ مجدداً به فعالیت سیاسی خود شروع کرد. در سال۱۹۴۶ یک‌بار دیگر در کنگره انتخاب شد و سپس سیزده مرتبه مجدداً انتخاب شد، یک مرتبه اندکی پس از ناپدید شدن اما قبل از این‌که مرده بودن وی تأیید شود. باگز در سال ۱۹۵۱ کمپین محکوم به شکست را برای فرمانداری لوئیزیانا به راه انداخت. باگز که در نظرسنجی اولیهٔ کمپین سبقت داشت، پس از این‌که لوسیل می گرس یکی از کاندیدان دیگر به ترغیب لیاندر پرز، رئیس سیاسی با سابقهٔ لوئیزیانا، عضویت باگز را در انجمن دانشجویی آمریکا در دههٔ ۱۹۳۰ زیر سؤال برد، باگز در حالت دفاعی قرار گرفت. در سال ۱۹۵۱، انجمن دانشجویی آمریکا یک جبههٔ کمونیستی پنداشته می‌شد. باگز این اتهام را انکار کرد و بر گرس و پرز به‌خاطر تخریب شخصیت وی از طریق داستان‌های عامدانه و واهی، حمله کرد. گری بولار نویسنده کتاب دروغ بزرگ با قاطعیت در کتاب خود تصریح کرده‌است که باگز عضو انجمن دانشجویی آمریکا بود اما تلاش کرده این واقعیت را در اوضاع سیاسی متفاوت اوایل دههٔ ۱۹۵۰ پنهان نماید.
باگز در رای‌گیری برای فرمانداری اوایل سال ۱۹۵۲، در جایگاه سوم قرار گرفت. سی.ای. بارهام اهل شهر راستین، کاندید باگز برای نائب فرمانداری در دور دوم انتخابات بر جان مک‌کتین، فرماندار آینده، غالب شد. الن برایان مور اهل باتون روژ، گزینهٔ باگز برای کرسی ثبت اراضی دولتی، برندهٔ کرسی لوسیل می گرس شد. مور، در دور دوم حکومت مک‌کتین، مری اولن دکرسون، خزانه‌دار آینده ایالت را شکست داد. دو کاندید دیگر باگز شکست خوردند؛ چیستر ج. کوکو سناتور ایالت اهل کارکسویل کاندید دادستانی کل در برابر فرد اس. لوبلان، شهردار پیشین باتون روژ شکست خورد و داگلاس فلاور اهل کووشاتا در برابر آلیسون کالب از باتون روژ که بعداً جمهوری‌خواه شد، شکست خورد.
باگز حمایت روزنامهٔ شروپورت تایمز را برای فرمانداری بدست آورد، این روزنامه به دلیل اقدام باگز به ممانعت دولت ترومن از «تغییر کمک هزینه کاهش روغن در قانون مالیات آمریکا و بدین ترتیب ممانعت از… تلاش‌های برای بسته کردن سنگ آسیاب در دور و بر صنعت نفت لوئیزیانا، از این نماینده قدردانی کرد.» روزنامهٔ تایمز در یک تحقیق در مورد خانم گرس، همچنین به مبارزه باگز در کنگره در همان اوایل سال ۱۹۴۱ بر علیه کمونیزم و براندازی دولت، اشاره کرد. سایر روزنامه‌های که از باگز حمایت می‌کردند، روزنامه‌های غیرفعال مونرو مورنینگ ورلد و روزنامهٔ فعال مونرو نیوز- استار، بودند.
سناتور راسل بی. لانگ از باگز اعلام حمایت کرد اما بسیاری در جناح لانگ، قاضی کارلوس سفت اهل باتون روژ را ترجیح دادند که وی در نهایت دور دوم انتخابات را به قاضی دیگری بنام رابرت اف. کنون اهل میندن (رابرت اف. کنون توسط راسل لانگ در انتخابات ویژه سنا در سال ۱۹۴۸ شکست خورده بود)، باخت.
قانون باگز سال ۱۹۵۲ که توسط هلی باگز تهیه شد، احکام جبری را برای جرایم مرتبط با مواد مخدر، تعیین کرد. مجازات ارتکاب بار اول نگهداری ماری‌جوانا یا حشیش، حداقل ۲ تا ۱۰ مجازات زندان و ۲۰٬۰۰۰ دلار تعیین شد.

### انتخابات بعدی مجلس نمایندگان
در سال ۱۹۶۰، الیوت راس باکلی جمهوری‌خواه پسر عموی ویلیام اف. باکلی جونیور، باگز را به چالش کشید اما صرفاً ۲۲٬۸۱۸ رای (۲۲ درصد) در برابر ۸۱٬۰۳۴ آرا (۷۸ درصد)، بدست آورد. تکت انتخاباتی کنیدی - جانسون به راحتی برندهٔ انتخابات همان سال لوئیزیانا شد.
در سال‌های ۱۹۶۲، ۱۹۶۴ و ۱۹۶۸، دیویدترین، حقوق‌دان اهل متایری که نخستین فرماندار جمهوری‌خواه لوئیزیانا در سال ۱۹۸۰ شد، باگز را در انتخاب مجدد به چالش کشید. ترین، در دور اول رقابت متکی بر تلاش‌های باکلی بود و حرکت گلدواتر در لوئیزیانا در دور دوم رقابت به وی کمک کرد. با این وجود در انتخابات سال ۱۹۶۸ بود که‌ترین در جایگاه بهتر قرار گرفت: ۷۷٬۶۳۳ رای (۴۸٫۸ درصد) در مقابل ۸۱٬۵۳۷ آرا (۵۱٫۲ درصد) باگز. ترین، پیروزی باگز را به جورج سی. والاس جونیور، فرماندار آلاباما که در تکت انتخاباتی حزب مستقل آمریکا کاندید ریاست‌جمهوری شده بود، نسبت داد. ترین گفت که هواداران والاس «در کاندیداتوری من بسیار سرد شدند. باور ما نمی‌شد که آن‌ها از باگز حمایت نمایند، اما چندین سازمان دموکرات از والاس و باگز پشتیبانی خود را اعلام کرد و وی به اندازه کافی آرای والاس را بدست آرود تا انتخابات را به وی واگذار نماید».
باگز در جریان تصدی در کنگره یکی از اعضای تأثیرگذار بود. پس از پرونده براون علیه هیئت آموزش، اعلامیهٔ منیفست جنوبی سال ۱۹۵۶ در محکومیت به تبعیض زدایی را، امضا کرد.

## ناپدید شدن
باگز جوانترین عضو کمیسیون وارن بود که از سال ۱۹۶۳ تا ۱۹۶۴ به بررسی ترور جان اف کندی پرداخت. گفته می‌شود که باگز دیدگاه‌های متفاوتی در مورد گزارش وارن داشته است. بر اساس گزارش Politico، بر اساس Office of the House Historian و Clerk of the House Office of Art and Archives، باگز با گزارش اکثریت کمیسیون - که به یک قاتل تنها اشاره می‌کرد - مخالفت کرد. باگز گفت که "در مورد آن شک جدی دارم". اما در یک سخنرانی در سال ۱۹۶۶ در برنامه Face the Nation، باگز از یافته‌های کمیسیون دفاع کرد و اظهار داشت که شک ندارد که لی هاروی اوسوالد کندی را به تنهایی کشت. او گفت که همه شواهد نشان می‌دهد به کندی از پشت سر شلیک شده است و این استدلال که یک گلوله به جان اف کندی و فرماندار تگزاس جان کانلی برخورد کرده "بسیار قانع کننده است". باگز با ادعاهای منتقدان کمیسیون وارن مخالفت کرد و اظهار داشت که "طبیعت بشری" است که "بسیاری از مردم ترجیح می‌دهند باور کنند که توطئه‌ای وجود دارد".اینکه چرا موضع او به چنین اصطلاحات مخالفی گرایش پیدا کرد مشخص نیست، اما نظریه پردازان توطئه این تفاوت را مهم دانسته اند . در فیلم JFK ساخته اولیور استون، سناتور راسل لانگ که نقش او را والتر ماتائو بازی می کند جیم گریسون دادستان منطقه اورلئان را ترغیب می کند تا تحقیقات خود را در مورد فعالیت های لی هاروی اوسوالد در نیواورلئان در تابستان ۱۹۶۳ از سر بگیرد، که با ارتباط با دیوید فری و گای بنیستر آغاز می شود. به گفته نویسنده Joan Mellen  در کتاب خود A Farewell to Justice، جیم گریسون به او گفت که در واقع هیل باگز بود که او را به بازگشایی تحقیقات خود در مورد ترور رئیس جمهور وادار کرد.
به عنوان رهبر اکثریت، باگز اغلب برای دیگران کارزار می کرد، از جمله نماینده نیک بگچ از آلاسکا. در 16 اکتبر 1972، باگز سوار یک هواپیمای Cessna 310 با موتور دوگانه بود که همراه با نماینده بگچ سفر می کرد، که ممکن بود در انتخابات عمومی نوامبر 1972 علیه نامزد جمهوری خواه، دان یانگ، رقابت نزدیکی داشته باشد. همچنین در هواپیما، دستیار بگچ، راسل براون؛ و خلبان، دان جانز؛ چهار نفری به یک جمع آوری کمک مالی برای Begich می رفتند که بعد از مدتی ناپدید شدند .
جستجوی هواپیمای گمشده و چهار مرد شامل گارد ساحلی ایالات متحده، نیروی دریایی، ارتش، نیروی هوایی، گارد ملی هوایی و هواپیماهای ثابت بال و بالگردهای غیرنظامی بود.
Cessna باید طبق قوانین ایالت آلاسکا و قوانین فدرال یک فرستنده موقعیت اضطراری حمل می کرد ولی در طول جستجو هیچ سیگنال انتقال اضطراری مشخصی که از هواپیما باشد، شنیده نشد. شورای ملی ایمنی حمل و نقل (NTSB) در گزارش خود در مورد این حادثه، اعلام کرد که فرستنده اضطراری قابل حمل خلبان، که به جای فرستنده ثابت در هواپیما مجاز است، در یک هواپیما در Fairbanks یافت شد. گزارش همچنین خاطرنشان می کند که یک شاهد شیء ناشناس را در کیف خلبان دید که شباهت زیادی به فرستنده اضطراری قابل حمل داشت، به جز رنگ آن. شورای ایمنی نتیجه گرفت که هیچ یک از خلبان و هواپیما دارای فرستنده موقعیت اضطراری نبودند.
در 24 نوامبر 1972، جستجو پس از 39 روز متوقف شد. هیچ اثری از بقایای هواپیما، خلبان و سرنشینان آن هرگز یافت نشد. پس از یک جلسه و بحث هیئت منصفه هفت دقیقه ای، گواهی فوت وی توسط قاضی دوروتی تاینر امضا شد.